# Oxalsäure
Oxalsäure (systematischer Name: Ethandisäure, historisch: Kleesäure und Acidum oxalicum) ist die einfachste Dicarbonsäure. Ihre Salze heißen Oxalate (systematisch: Ethandioate). Oxalsäure ist ein Reduktionsmittel und kann daher quantitativ durch Titration mit einem Oxidationsmittel wie Kaliumpermanganat bestimmt werden, dabei entsteht Kohlenstoffdioxid als Oxidationsprodukt.

## Geschichte

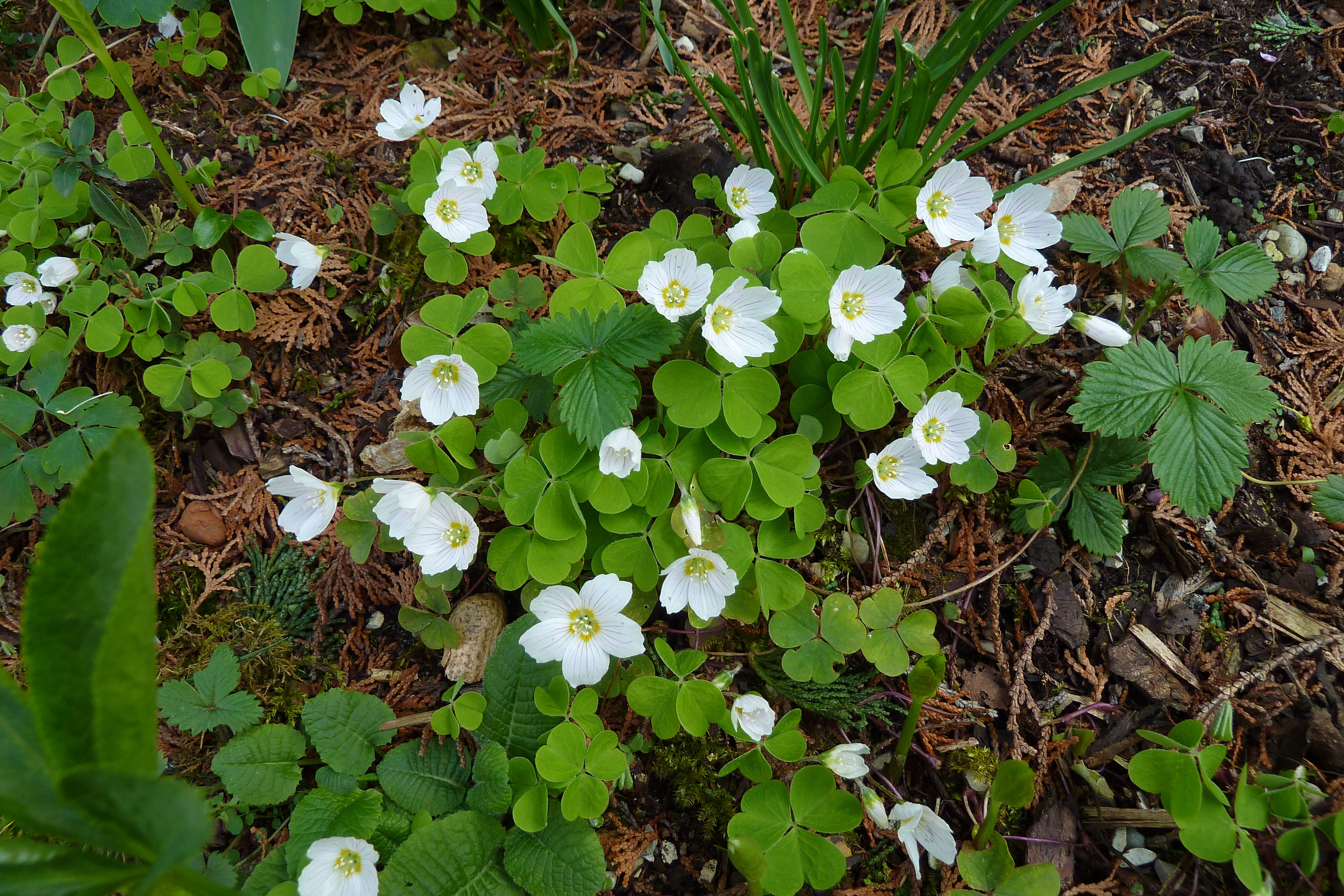
Waldsauerklee (Oxalis acetosella)

Oxalsäure wurde 1769 durch Johann Christian Wiegleb im Sauerklee (Oxalis acetosella, daher der Name) als Kaliumsalz entdeckt und war daher erst unter dem Namen Kleesäure bekannt. 1776 konnte sie in größeren Mengen durch Carl Wilhelm Scheele und Torbern Olof Bergman durch Oxidation von Zucker mit Salpetersäure hergestellt werden, was noch keine Synthese, sondern der Abbau eines Naturstoffes war; auf dieses Verfahren geht auch der historische Name Zuckersäure zurück, womit heute Glucarsäure bezeichnet wird.

Von Friedrich Wöhler wurde Oxalsäure durch Hydrolyse von Dicyan, (CN)2 dann 1824 erstmals aus anorganischen Grundstoffen synthetisiert.

## Vorkommen
| Pflanze             | Oxalsäure (g/100 g) |
| ------------------- | ------------------- |
| Portulak            | 1,31                |
| Maniok              | 1,26                |
| Amaranth            | 1,09                |
| Spinat              | 0,97                |
| Mangold             | 0,69                |
| Rote Bete (Blätter) | 0,61                |
| Rhabarberblätter    | 0,52                |
| Karotte             | 0,50                |
| Radieschen          | 0,48                |
| Blattkohl           | 0,45                |
| Grüne Bohne         | 0,36                |
| Knoblauch           | 0,36                |
| Rosenkohl           | 0,36                |
| Gartensalat         | 0,33                |
| Brunnenkresse       | 0,31                |
| Süßkartoffel        | 0,24                |
| Speiserübe          | 0,21                |
| Chicorée            | 0,2                 |
| Aubergine           | 0,19                |
| Brokkoli            | 0,19                |
| Sellerie            | 0,19                |
| Petersilie          | 0,17                |
| Blumenkohl          | 0,15                |
| Schnittlauch        | 0,148               |
| Spargel             | 0,13                |
| Endivie             | 0,11                |
| Kohl                | 0,10                |
| Erbse               | 0,05                |
| Kartoffel           | 0,05                |
| Okra                | 0,05                |
| Speiserübenblätter  | 0,05                |
| Tomate              | 0,05                |
| Zwiebel             | 0,05                |
| Paprika             | 0,04                |
| Pastinak            | 0,04                |
| Steckrübe           | 0,03                |
| Kürbisse            | 0,02                |
| Grünkohl            | 0,02                |
| Gurke               | 0,02                |
| Koriander           | 0,01                |
| Zuckermais          | 0,01                |

Oxalsäure und ihre Salze kommen in größeren Mengen in Rhabarber (180–765 mg/100 g Frischgewicht, Stiele) und anderen Knöterichgewächsen (Polygonaceen) vor wie z. B. Alpen-Ampfer und Sauerampfer (830–1770 mg/100 g), das meiste davon in den Blattspreiten, weshalb nur die Stiele der Rhabarberblätter nach dem Kochen zum Verzehr geeignet sind. Auch Sternfrüchte (Averrhoa carambola) enthalten viel Oxalsäure (40–1000 mg/100 g Frischsubstanz). In ähnlichen Mengen kommt Oxalsäure aber auch im namensgebenden Sauerklee (Oxalis), Mangold (110–940 mg/100 g Frischgewicht), Spinat (120–1330 mg/100 g Frischgewicht), Petersilie (0–185 mg/100 g Frischgewicht), Kakao (338–480 mg/100 g), Schokolade (80–200 mg/100 g) und Roten Rüben (17–329 mg/100 g Frischgewicht) vor. Ferner wird Oxalsäure von vielen Pilzen ausgeschieden; ihre Produktion wird durch alkalische Reaktion der Nährlösung gefördert.
Nach Modellrechnungen bilden sich pro Jahr in der Atmosphäre in den Wolken geschätzt 21 bis 37 Millionen Tonnen (Tg) Oxalsäure, wovon knapp 79 % aus biogenen Kohlenwasserstoffen, insbesondere Isopren entstehen.

## Gewinnung und Herstellung
Die Herstellung von Oxalsäure kann aus verschiedenen Ausgangsstoffen erfolgen: Kohlenhydrate  und Melasse, Ethylenglycol, Propen, Kohlenmonoxid, Kohlendioxid und Natriumformiat.
Die weltweite Produktion von Oxalsäure und ihren Estern liegt bei 140.000 Tonnen pro Jahr.

### Aus Natriumformiat
Die Darstellung von Oxalsäure aus Natriumformiat wurde 1868 durch Emil Erlenmeyer und Gütschow und ausführlicher 1880/1882 durch Victor Merz und Wilhelm Weith beschrieben. Das Natriumsalz der Oxalsäure bildet sich danach durch rasches Erhitzen von Natriumformiat unter Luft- und Sauerstoffausschluss auf Temperaturen von über 400 °C. Merz und Veith konnten dabei einen Gehalt von über 70  % Natriumoxalat erzielen. Durch die Anwesenheit von Luft/Sauerstoff oder Kohlendioxid reduziert sich die Ausbeute an Oxalsäure.
{\displaystyle \mathrm {2\ HCOONa\longrightarrow NaOOC{-}COONa+H_{2}\uparrow } }
Durch langsameres Erhitzen oder niedrigere Temperaturen wird statt Natriumoxalat die Bildung von Natriumcarbonat favorisiert:
{\displaystyle \mathrm {2\ HCOONa\longrightarrow Na_{2}CO_{3}+CO\uparrow +H_{2}\uparrow } }
Das erhaltene Natriumoxalat kann durch Calciumsalze, wie Calciumhydroxid, zunächst als schwerlösliches Calciumoxalat ausgefällt werden, aus dem die Oxalsäure dann durch Reaktion mit Schwefelsäure freigesetzt wird. Als Nebenprodukt bildet sich Calciumsulfat:
{\displaystyle \mathrm {Na_{2}C_{2}O_{4}+Ca(OH)_{2}\longrightarrow CaC_{2}O_{4}\downarrow +2\ NaOH} }
{\displaystyle \mathrm {CaC_{2}O_{4}+H_{2}SO_{4}\longrightarrow H_{2}C_{2}O_{4}+CaSO_{4}\downarrow } }

Die Oxalat-Ausbeute bei der thermischen Zersetzung von Formiaten hängt dabei vom Kation ab. Bei den meisten Formiaten bilden sich hauptsächlich oder ausschließlich Carbonate oder Metalloxide. Nur bei den Alkalimetallen – mit Ausnahme von Lithium – bilden sich in größeren Mengen Oxalate:
| Salz   | Schmelzp. | opt. Reaktions- temperatur | Oxalat-Ausbeute |
| ------ | --------- | -------------------------- | --------------- |
| HCOONa | 253 °C    | 389 °C                     | 91 %            |
| HCOOK  | 157 °C    | 455 °C                     | 82 %            |
| HCOORb | 170 °C    | 470 °C                     | 49 %            |
| HCOOCs | 265 °C    | 494 °C                     | 25 %            |
| HCOOLi | 280 °C    | kein Oxalat                | kein Oxalat     |

Die Herstellung aus Natriumformiat wurde kurz nach dessen Entdeckung das wichtigste industrielle Verfahren zur Herstellung von Oxalsäure, wird aber heute (Stand 2012) vermutlich nur noch vereinzelt in China eingesetzt. Das Verfahren ist technisch schwierig und weniger ökonomisch und wurde mit dem Aufkommen der Petrochemie durch die Herstellung aus Propen ersetzt.

### Aus Propen
Nach der Oxidation von Kohlenhydraten ist die Herstellung aus Propen der aktuell wichtigste Prozess (Stand 2012). 1963 meldete die US-amerikanische Allied Chemical Corporation das Verfahren zum Patent an, in dem Propen durch Oxidation von Salpetersäure zu Oxalsäure umgesetzt wird. Dieser Prozess wurde durch ein Patent von Rhône-Poulenc im Jahr 1970 verfahrenstechnisch und konstruktiv verbessert, wodurch, bei strikter Überwachung der Prozessbedingungen, Oxalsäure-Ausbeuten von 90 % möglich sind. Im ersten Schritt des zweistufigen Prozesses wird Propen mit einer 50 bis 75 %igen Salpetersäurelösung (zwei bis zehnfacher Überschuss) umgesetzt und bei 10 bis 40 °C zu α-Nitromilchsäure oxidiert.
{\displaystyle \mathrm {H_{3}C{-}CH{=}CH_{2}+3\ HNO_{3}\longrightarrow H_{3}C{-}C(O{-}NO_{2})H{-}COOH+2\ NO+2\ H_{2}O} }
Im zweiten Schritt wird die erhaltene Lösung in Gegenwart eines Katalysators dann mit Sauerstoff bei 45 bis 100 °C oxidiert.
{\displaystyle \mathrm {H_{3}C{-}C(O{-}NO_{2})H{-}COOH+5/2\ O_{2}\longrightarrow HOOC{-}COOH+CO_{2}+HNO_{3}+H_{2}O} }
Die gebildete Oxalsäure wird kristallisiert und abgefiltert. Das Verfahren ist nicht unkritisch, da die im ersten Schritt gebildeten nitrierten Zwischenprodukte instabil sind und zur unkontrollierten Zersetzung und zu heftigen Explosionen führen können. Daher wird der Prozess aktuell (Stand 2012) nur noch von Rhone-Poulenc verwendet.
Im Jahr 1978 betrug die weltweite Produktion nach dem Propen-Verfahren 65 000 Tonnen/a.

### Aus Kohlenhydraten und Melasse
Die Darstellung von Oxalsäure durch Oxidation von Kohlenhydraten mit Salpetersäure ist das älteste Verfahren und wurde bereits 1776 von  Bergmann durchgeführt.  Aber erst ab den 1940er Jahren bekam es eine kommerzielle Bedeutung, als die I. G. Farben bis 1944 pro Jahr rund 2000 Tonnen Oxalsäure nach diesem Verfahren produzierte. Als Rohstoffe können, je nach Verfügbarkeit und Preis, Zucker, Glucose, Fructose, Stärken aus Weizen, Kartoffeln oder Mais, Tapioka, Maiskolben oder Melasse eingesetzt werden. Polysaccharide, wie Stärke müssen zuvor aufgeschlossen und in Glucose aufgespalten werden, bevor sie in Gegenwart von Katalysatoren (Vanadiumpentoxid und Eisen(III)-sulfat) mit Salpetersäure oxidiert werden:
{\displaystyle \mathrm {C_{6}H_{12}O_{6}+6\ HNO_{3}\xrightarrow {V_{2}O_{5},Fe^{3+}} 3\ HOOC{-}COOH+6\ NO+6\ H_{2}O} }
Je nach Qualität der Rohstoffe liegt die Oxalsäure-Ausbeute bei ca. 65 %, Ausbeuteverluste ergeben sich durch die Bildung von Kohlendioxid. Es ist das aktuell (Stand 2012) wichtigste Verfahren.

### Aus Ethylenglycol
Die Darstellung von Oxalsäure durch Oxidation von Ethylenglycol mit Salpetersäure ist ein einstufiger Prozess. Mitsubishi patentierte 1969 ein Verfahren in dem Ethylenglycol mit einer Mischung aus Salpetersäure (2 bis 60 %) und Schwefelsäure (20 bis 50 %) in Wasser bei einer Temperatur von 60 bis 100 °C ungesetzt werden. Das Verhältnis von Salpetersäure zu Ethylenglycol soll dabei mindestens 3:1 betragen. Ein Sauerstoffüberdruck und die Gegenwart von Vanadiumpentoxid als Promotor verbessern den Oxidationprozess und die vollständige Rückgewinnung der Salpetersäure. Natriumnitrit, Ameisensäure oder Formaldehyd wirken als initiatoren der Reaktion.
{\displaystyle \mathrm {HOCH_{2}{-}CH_{2}OH+2O_{2}{\xrightarrow[{NO_{2}}]{V_{2}O_{5},Fe^{3+}}}\ HOOC{-}COOH+2\ H_{2}O} }
Das Verfahren lässt sich auch auf Propylenglycol, Acetaldehyd oder Glycolsäure anwenden. Es ist zwar ein einstufiger Prozess und ergibt die besten Ausbeuten, ist aber weniger ökonomisch als die Oxidation von Stärke und Melasse (siehe vorheriger Abschnitt) und wird daher (Stand 2012) nur von Mitsubishi in Japan durchgeführt.

## Eigenschaften

### Chemische Eigenschaften

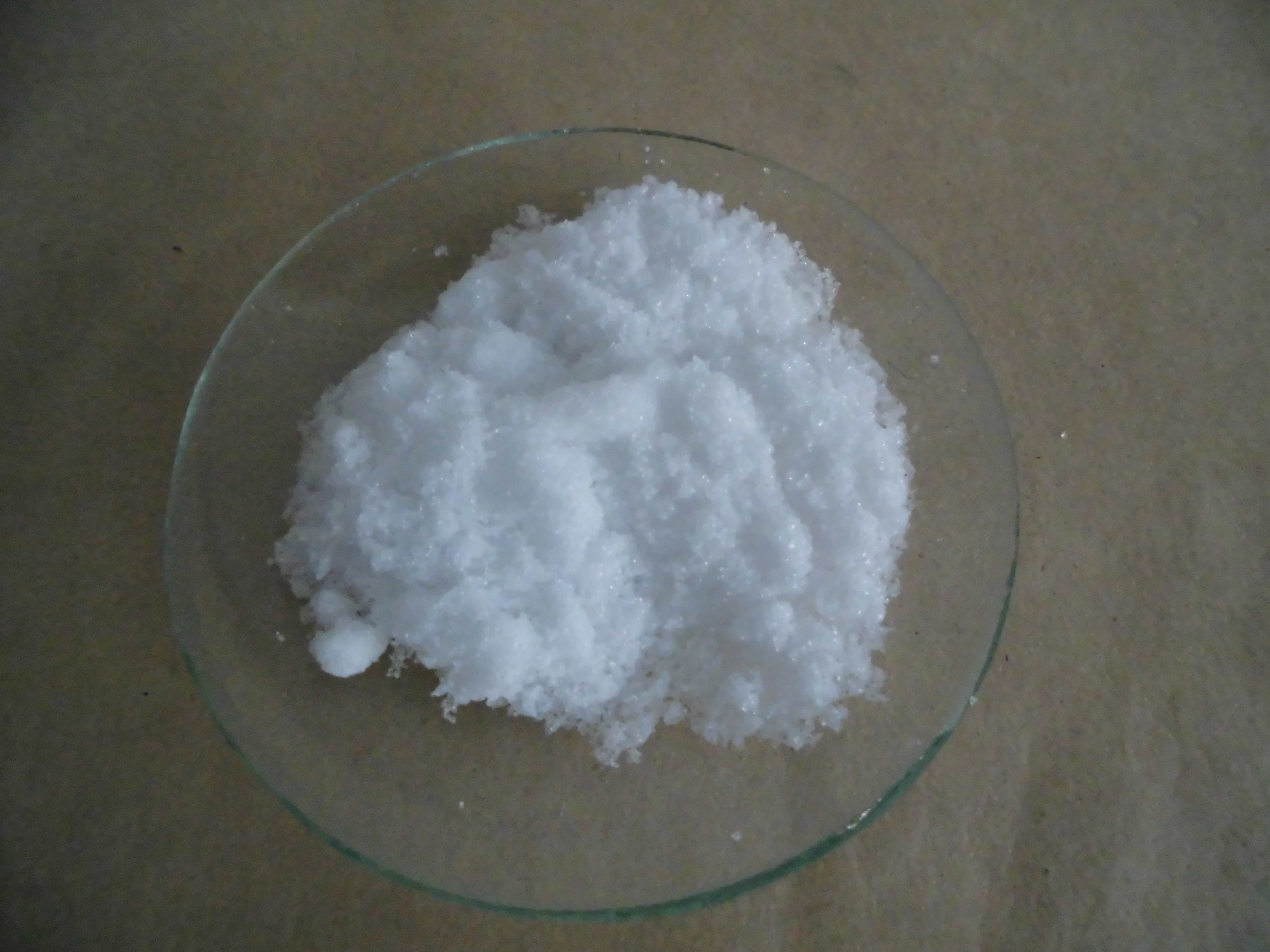
Oxalsäure-Dihydrat

Oxalsäure ist durch die Nachbarstellung der Carboxygruppen eine starke Säure. Beim Erhitzen über 150 °C zerfällt sie unter Bildung von Kohlenstoffmonoxid, Kohlenstoffdioxid und Wasser. Die Zersetzung erfolgt in zwei Schritten über die Bildung von Ameisensäure:
{\displaystyle \mathrm {HOOC{-}COOH\longrightarrow HCOOH+CO_{2}} }
{\displaystyle \mathrm {HCOOH\longrightarrow CO+H_{2}O} }
In ähnlicher Weise zerfällt Oxalsäure in konzentrierter Schwefelsäure sofort zu Kohlenstoffmonoxid, Kohlenstoffdioxid und Wasser. Oxalsäure kristallisiert aus wässrigen Lösungen mit zwei Molekülen Kristallwasser zum Oxalsäure-Dihydrat [(COOH)2 · 2 H2O]. Oxalsäure und ihre löslichen Salze sind gesundheitsschädlich.

## Verwendung
Oxalsäure wandelt Rost in wasserlösliche Salze und wird zur Entrostung eingesetzt. Im Haushalt wird sie als Bleichmittel für Textilien und speziell zum Entfernen von Rostflecken verwendet.
In der Imkerei wird Oxalsäure als Winterbehandlung zur Bekämpfung der Varroamilbe eingesetzt. Sie wird 3,5%ig oder 5,7%ig (berechnet für Oxalsäure-Dihydrat, die effektive Oxalsäurekonzentration beträgt 2,5 %) in einer wässrigen Zuckerlösung (50%ige Saccharoselösung) auf die Bienen geträufelt oder dreiprozentig versprüht. Sie wird in ihrer kristallinen Form als Dihydrat auch in Tabletten- oder Pulverform in sogenannten Verdampfern angewendet. Dabei resublimiert sie als feiner Niederschlag im Bienenstock, wo sie durch die Arbeiterinnen verteilt wird. Der Verdampfer ist eine Konstruktion aus einem mit einigen Gramm Oxalsäuredihydrat befüllten Metallbehälter, der von unten meist durch ein Teelicht befeuert wird. Zweckmäßigerweise wird der Verdampfer in eine oben auf das Bienenvolk aufgesetzte und durch engmaschiges Kunststoff- oder Metallgewebe von diesem getrennte Leerzarge im Bienenstock eingebracht. Durch die Abtrennung der Bienen können sie das Teelicht nicht durch Flügelschlag auslöschen. Diese Behandlungsform ist in Deutschland seit 2023 zugelassen.
Im analytischen Labor wird das Dihydrat der Oxalsäure als Urtitersubstanz für die Manganometrie verwendet. Weiterhin dient sie als Urtitersubstanz zur exakten Gehaltbestimmung von alkalischen Maßlösungen, etwa von Natronlauge. Durch die Bildung eines schwer löslichen Calcium-Salzes ist es außerdem zur gravimetrischen Bestimmung von Calcium-Ionen als Calciumoxalat von Bedeutung. Darüber hinaus wird Oxalsäure zum Messen von Ammoniak in der Außenluft verwendet, indem die Innenröhren sogenannter Denuder mit Oxalsäure beschichtet werden und das entstehende Reaktionsprodukt analysiert wird.
Im Fichtelgebirge wurde aus Sauerklee gewonnene Oxalsäure zum Bleichen von Quarz (Bergkristall) benutzt, welcher hier vorwiegend unter der Stadt Weißenstadt vorkommt.
Das Kaliumsalz der Oxalsäure (Kleesalz) wird zum Glanzpolieren von Marmor verwendet.
In der Holzbearbeitung dient Oxalsäure als im Vergleich zum Wasserstoffperoxid mildere Bleiche für Holz.
Ebenso lassen sich schwarze Verfärbungen in gerbsäurehaltigen Hölzern wie Eiche entfernen, die etwa durch den Kontakt des Holzes mit eisernen Möbelfüßen oder Werkzeugen in feuchtem Milieu entstehen.
In der Arzneistoff-Chemie wird Oxalsäure als Salzbildner eingesetzt. Durch Protonierung basischer Amine entstehen so Oxalate.

## Biologische Bedeutung

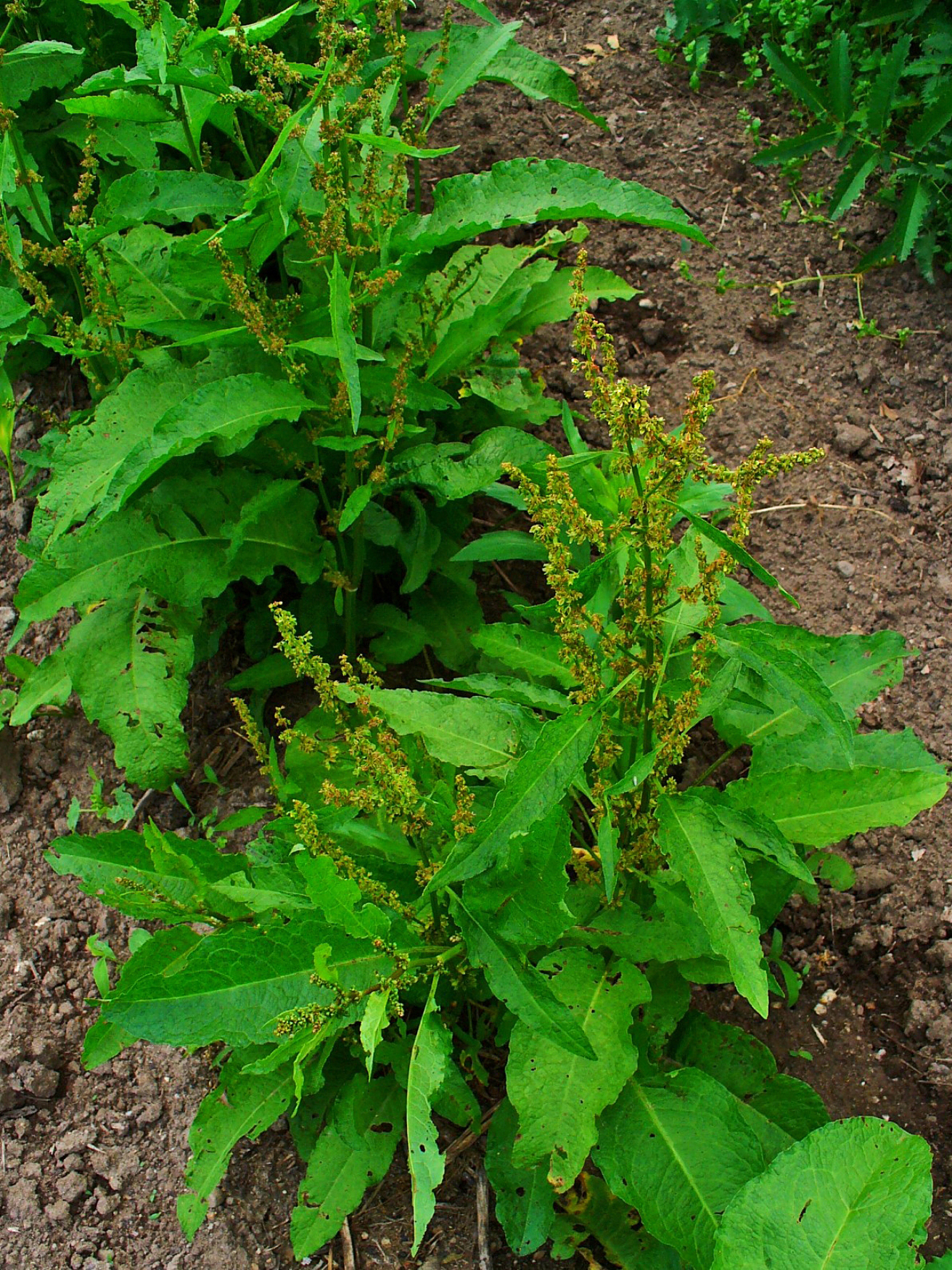
Stumpfblättriger Ampfer (Rumex obtusifolius)

Oxalsäure und Oxalate werden durch die Nahrung aufgenommen und entstehen als Stoffwechselprodukt beim Abbau von Aminosäuren und Ascorbinsäure. Die Ausscheidung erfolgt über den Urin. Je nach Nahrung stammen 5–50 % der im Harn ausgeschiedenen Oxalsäure aus der Nahrung. Wenn innerhalb von 24 Stunden mehr als 45 mg (=0,5 mmol) ausgeschieden werden, so spricht man von einer Hyperoxalurie. Damit steigt das Risiko einer Ausfällung von schwer löslichem Calciumoxalat in Form von Nierensteinen.
Oxalsäure ist in höherer Konzentration gesundheitsschädlich, kommt in geringer Konzentration aber in Lebensmitteln wie Tee (insbesondere schwarzem Tee und Pfefferminztee, siehe auch Vorkommen) und in Wurzeln und Rinden zahlreicher Pflanzen als unlösliches Calciumoxalat vor. Calciumoxalat entsteht in der Natur häufig beim Absterben von Pflanzenzellen. Es kann unter polarisiertem Licht in Form heller, rechteckiger Kristalle erkannt werden (z. B. in braunen Zwiebelschalen).
Nierensteine bestehen meist aus Calciumoxalat und Harnsäure, die Steinbildung wird aber durch Citronensäure, welche in Früchten vorkommt, verhindert.
Da Oxalsäure die Resorption (Aufnahme) von Eisen im Darm erschwert, sollte man bei einer Eisentherapie, z. B. im Rahmen einer Eisenmangelanämie, mit dem Verzehr stark oxalsäurehaltiger Lebensmittel zurückhaltend sein und auch nicht gleichzeitig Eisentabletten zu sich nehmen. Nach Aufnahme von Oxalsäure kommt es im betroffenen Gewebe zu einer Verarmung an Calcium, in schweren Fällen kann dies eine Schädigung des Herzens zur Folge haben. Nach Aufnahme von größeren Dosen kann es zu Lähmungserscheinungen kommen, in jedem Fall (auch bei leichten Vergiftungen) kommt es zu Nierenschäden durch verstopfte Nierenkanälchen. Die niedrigste (bekannte) letale Dosis beim Menschen (LDLo, oral) wird mit 600 mg pro kg Körpergewicht angegeben.
Auch für Weidetiere sind stark oxalsäurehaltige Pflanzen (z. B. Stumpfblättriger Ampfer) nicht bekömmlich und werden gemieden. Da die Oxalsäure beim Heuen nicht verschwindet, sind stark derartig verkrautete Wiesen für die Heuernte problematisch.